# حادثة في بغداد الجديدة (فلم 2011)
حادثة في بغداد الجديدة (بالإنجليزية: Incident in New Baghdad) هو فيلم وثائقي قصير صدر عام 2011 يتناول الغارة الجوية التي وقعت في بغداد في 12 يوليو 2007، من إخراج جيمس مايكل سبيون.
يقدم الفيلم رواية شخصية من إيثان ماكورد، وهو أحد الجنود الأوائل الذين وصلوا إلى موقع الغارة الجوية التي أسفرت عن مقتل 12 إلى "أكثر من 18" شخصًا وإصابة طفلين في بغداد الجديدة خلال حرب العراق.

## جوائز وترشيحات
عُرض الفيلم لأول مرة في دور العرض خلال مهرجان تريبيكا السينمائي لعام 2011، حيث فاز بجائزة أفضل فيلم وثائقي قصير. كما تم ترشيحه لجائزة الأوسكار لأفضل فيلم وثائقي قصير في حفل توزيع جوائز الأوسكار الرابع والثمانين. ويعتبر هذا الفيلم هو ثاني فيلم ممول عبر منصة كيك ستارتر ليُرشح لجائزة الأوسكار.

## وصلات خارجية
- حادثة في بغداد الجديدة  في قاعدة بيانات الأفلام على الإنترنت (بالإنجليزية)
- حادثة في بغداد الجديدة في سيفينث آرت ريليسينغ